# Wilhelm Zepper
Wilhelm Zepper (* 2. April 1550 in Dillenburg; † 20. August 1607 in Herborn) war reformierter Theologe. Er wirkte als Hofprediger und Professor in Herborn.

## Leben
Der Sohn des Herborner Ratsherren Konrad Zepper († 1582) und seiner Gattin Walpurga, geb. Wyß, heiratete 1573 Gutha Hatzfeld aus Dillenburg (1555–1607).
Schon im Kindesalter war er mit den aus Dillingen stammenden Eltern nach Herborn, dann nach Siegen verzogen. Er besuchte die Lateinschule in Herborn, ab 1565 studierte er Theologie an den Universitäten Marburg und Wittenberg. Danach war er seit 1568 in Herborn erst Lehrer, dann ab 1572 Kaplan. 1573 wechselte er als solcher in seinen Geburtsort Dillenburg, ab 1582 war er erster Pfarrer und Hofprediger.
Seit 1594 wieder in Herborn, wurde er dort ab 1599 Professor der praktischen Theologie, zugleich Oberpfarrer und Inspektor. Zepper schuf erstmals eine systematische Ordnung des reformierten Kirchenrechts und organisierte das reformierte Kirchen- und Schulwesen über die Grenzen der Grafschaft Nassau-Dillenburg hinaus.
Wilhelm Zepper starb 1607 an der Pest.